# Pikkely

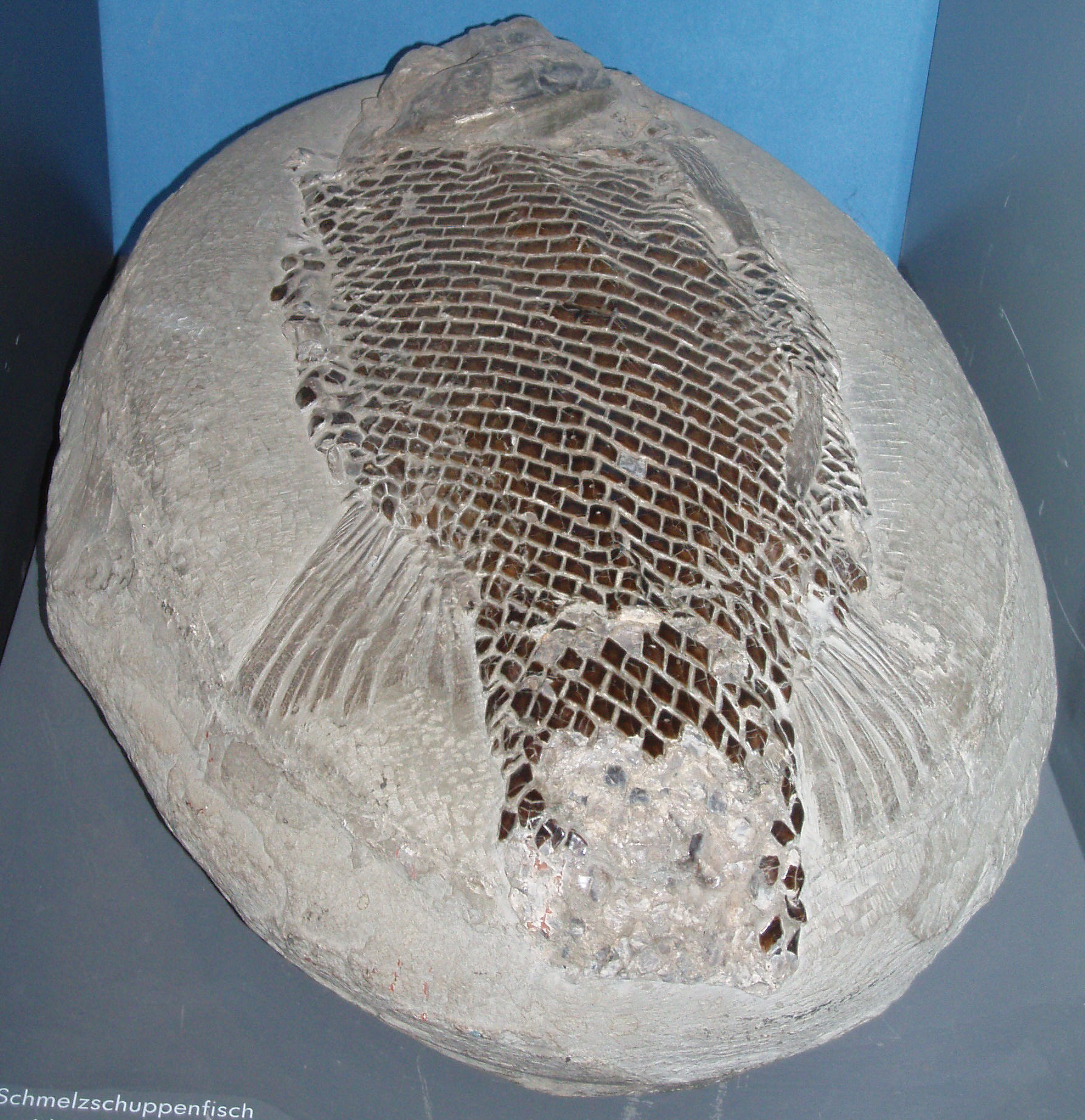

Ez a cikk az állatok és növények pikkelyeiről szól. Heraldikai jelentéséről lásd: Pikkely (heraldika)
A pikkely (halaknál: halhéj vagy halpénz) az állatokon és növényeken általában az a megkeményedett bőrképlet, amely egymást cserépzsindelyfedélszerűen fedi. 

## Állatok
Állományuk lehet csont (hal), amikor irhából keletkezett, lehet szaru (gyík, kígyó, Pholidotus emlős), lehet pedig kitin (rovarok, lepkék). A csontpikkelyek különböző nagyságúak és alakúak lehetnek. Megkülönböztethetünk kerek (cikloid), fésűs (ktenoid), lapos (plakoid), zománcos (ganoid) stb. pikkelyeket. A hüllők fontos ismertetőjegye, a szarupikkely az epidermisz elszarusodott sejtjeiből áll, bennük véredények és idegek sohasem végződnek.

## Nyelvészeti vonatkozások
A növénytanban a pikkelyes alatt különféle növényi részeknek (például gyökereknek, fészkes virágoknak) egymást részben lefedő, s a hal pikkelyeihez hasonló állását értik.
A pontypénzlevelű fű elnevezés a ponty pikkelyeihez (pénz, halpénz = pikkely) hasonlítja a növény levelét. A pikkely, pikkelyes előtagú összetett növényneveink (pikkelybogyó, pikkelyesfenyő, pikkelyfa, pikkelyvirág, pikkelyharaszt stb.) a jelölt növények valamelyik morfológiai tulajdonságára vonatkoznak.

## Képek

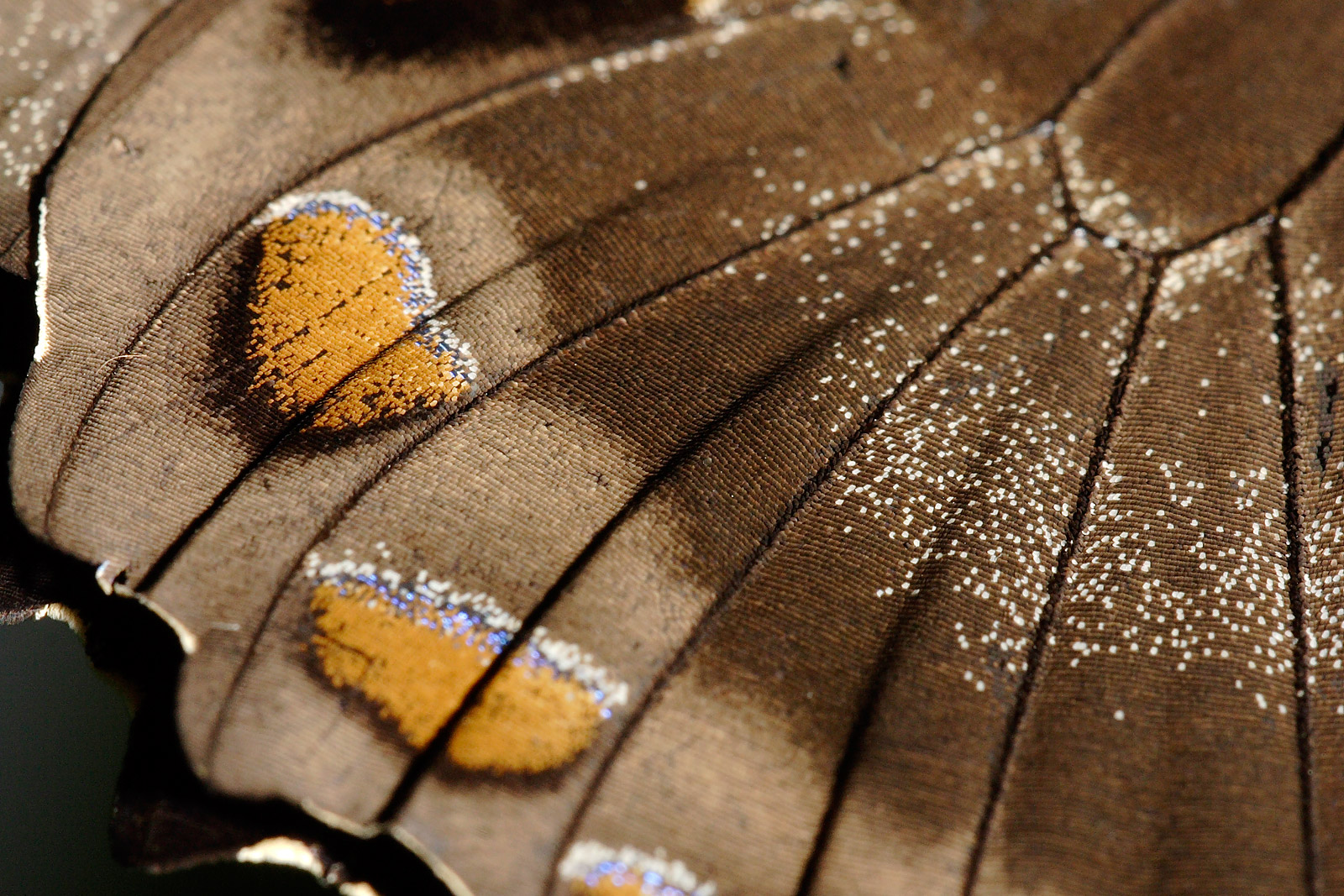
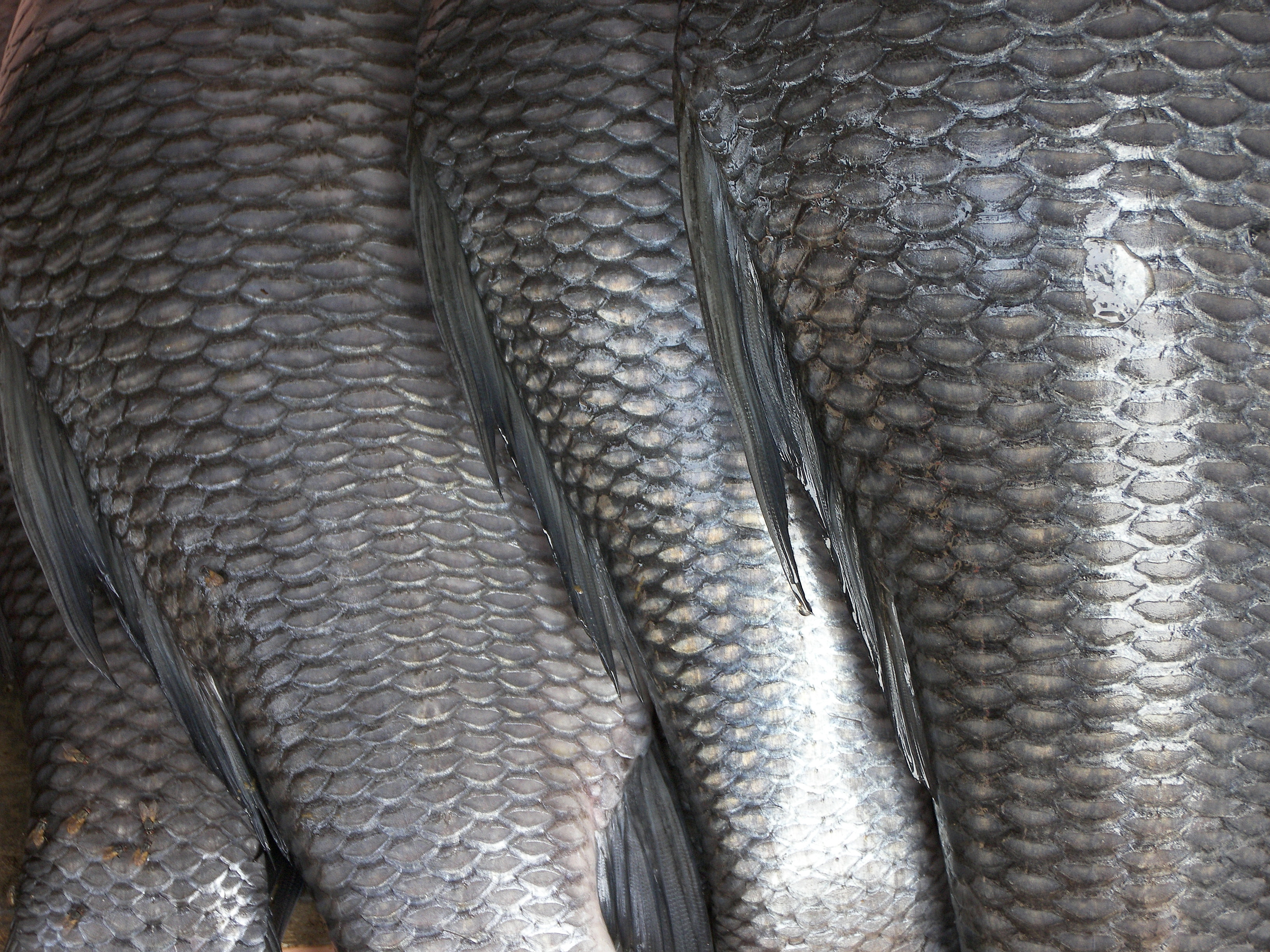
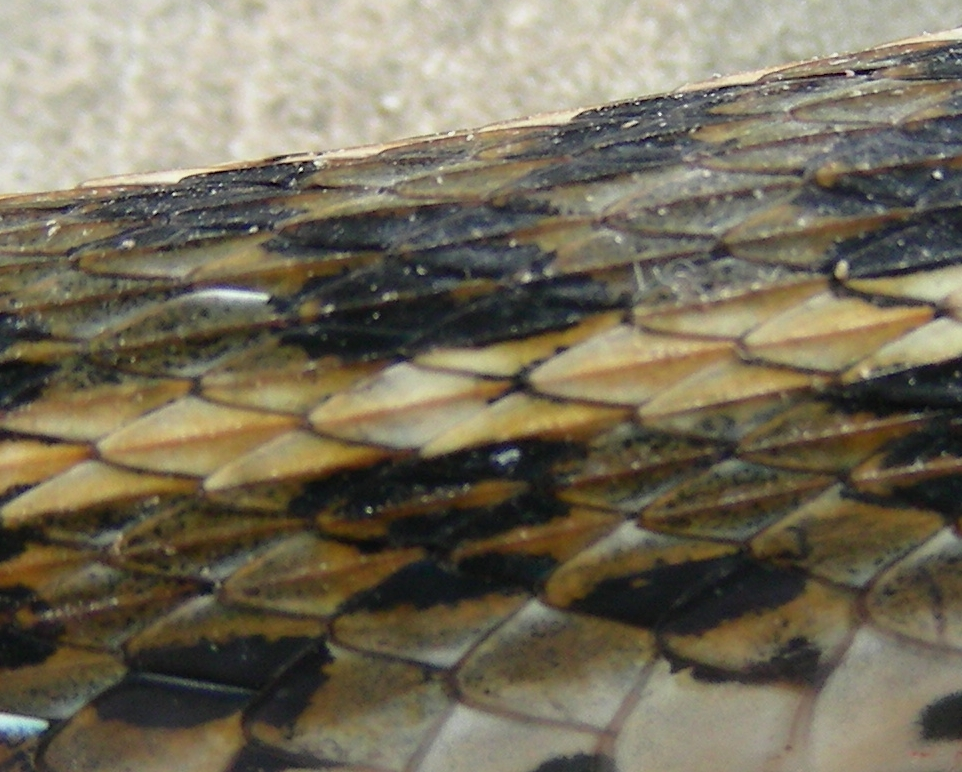
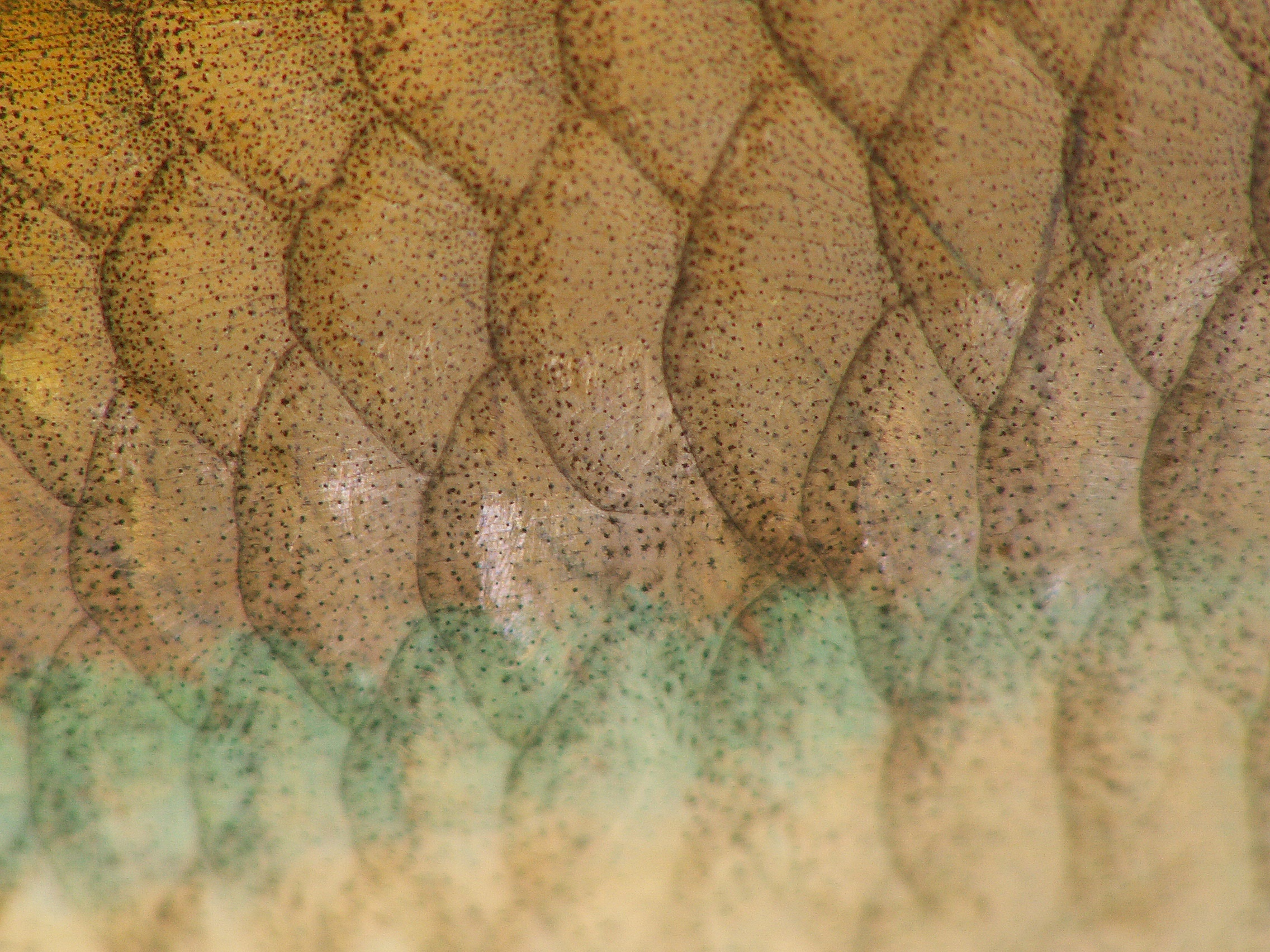
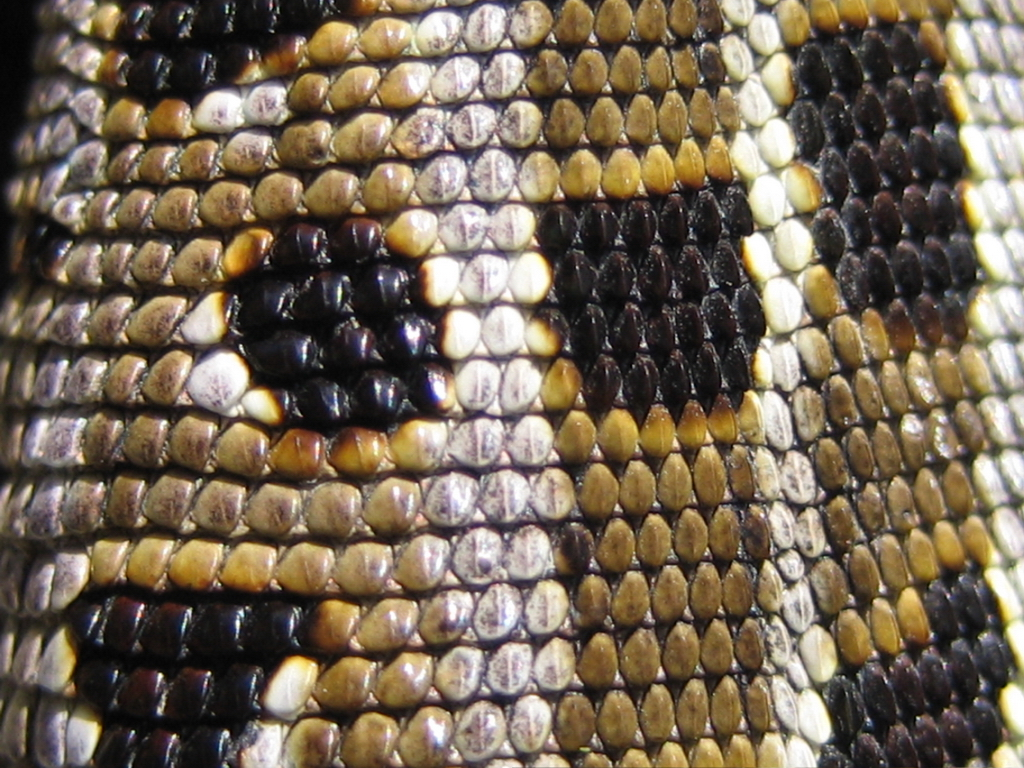